# Ferdinand Schwarz (politik)
Ferdinand Schwarz (22. března 1852 Stráž nad Nisou – 15. prosince 1906 Liberec) byl německý politik, novinář, redaktor a spoluzakladatel a průkopník české Sociální demokracie.

## Životopis
Narodil se 22. března 1852 v obci Stráž nad Nisou, tehdy zvané Starý Habendorf. V roce 1869 se vyučil pekařem u svého otce. Otcovu živnost posléze převzal. V následujícím roce odcestoval do Bavorska a Rakouska. Po svém návratu se zúčastnil čtenářského kroužku Bildungstufe v jeho rodném mostě. Následně se stal místopředsedou a posléze předsedou tohoto spolku. Spolek sloužil jako knihovna a rozsáhlé vzdělávací centrum pro okres.
V roce 1874 stál u vzniku Sociálně demokratické strany dělnické v Rakousku. Ve straně několik dalších let působil jako důležitý představitel. Začal pracovat jako novinář. V Liberci vydával časopis Arbeiterfreund. Mezi lety 1877 až 1880 vedl libereckou celorakouskou sociální demokracii a později i ústřední orgán. Rovněž spolupracoval na měsíčníku Sozialpolitische Rundschau.
Po dlouhodobé spolupráci s Ladislavem Zápotockým a Josefem Boleslavem Peckou stál u zrodu Českoslovanské sociálně demokratické strany. Poté, co se v dubnu 1878 účastnil sjezdu strany, byl v následujícím roce několik měsíců vězněn.
V následujících letech byl stále aktivním sociálním demokratem. Veřejně odmítal anarchismus a nacionální antagonismus. V roce 1882 byl stejně jako jiní sociální demokraté odsouzen zemským soudem v Praze ke čtyřem měsícům vězení.
Po propuštění z vězení se zadlužil a byl nucen prodat pekařskou živnost a všechen svůj majetek ve Stráži nad Nisou. Odstěhoval se do Liberce, kde strávil zbytek života.
Zemřel 15. prosince 1906 v Liberci, v době rozmachu české sociální demokracie. Pohřben byl na hřbitově ve Stráži nad Nisou. Jeho hrob se stal kulturní památkou a je na něm napsané „Průkopník socialismu“.